# Пагонис, Уильям
Уи́льям Гас Паго́нис (греч. Ουίλιαμ Γκας Παγώνης, англ. William Gus Pagonis; 30 апреля 1941) — американский военный логист греческого происхождения, генерал-лейтенант. Был директором по логистике (1991) коалиции Многонациональных Сил (МНС), принимавшей участие в войне в Персидском заливе. Получил широкое признание за свои достижения в организации и проведении эффективного процесса тылового обеспечения войск МНС, в частности, во время операции «Буря в пустыне». В 1993 году после успешного руководства логистикой в этой войне и получения высокой оценки от генерала Нормана Шварцкопфа Пагонис оставил Армию США и занял пост исполнительного вице-президента по логистике в сети универмагов «Sears, Roebuck & Co.», принадлежащей знаменитой компании «Sears Holdings». С 2000 года занимал должность председателя совета директоров/директора холдинговой компании «RailAmerica, Inc.». Занимался писательской деятельностью. Лауреат Награды Сократа от Американо-греческого прогрессивного просветительского союза (1992).

## Карьера
Окончил Университет штата Пенсильвания, получив степень бакалавра в области транспортировки и управления движением, а также степень магистра делового администрирования.
Состоял в братстве «Alpha Chi Rho» (альфа хи ро).
Норман Шварцкопф называл Пагониса «чародеем логистики». В своей книге «Логистика. Искусство управления цепочками поставок» (англ. Delivering the Goods: The Art of Managing Your Supply Chain) Дэймон Шехтер пишет:
И на своих знаменитых пресс-конференциях, и в мемуарах «Норман-ураган» называл «Бурю в пустыне» «войной логистов» и утверждал, что своей молниеносной победой коалиция во многом обязана её главному логисту, или генералу квартирмейстерской службы, как бы его называли в XIX веке, генерал-лейтенанту Гасу Пагонису. По словам Шварцкопфа, «Пагонис — настоящий Эйнштейн, он может всё». Что, собственно, Пагонис и сделал в «Буре в пустыне».
и добавляет:
Хотя Пагонис уже более десяти лет занимает гражданскую должность, его любимым героем по-прежнему остаётся Александр Македонский. И именно он вдохновил Пагониса на его самое впечатляющее изобретение – мобильную базу данных по логистике. В беседах со мной он признавался, что почитает и таких умелых логистов, как генералы Улисс Грант и Джордж Паттон.

## Война в Персидском заливе
Экспертом по снабжению главнокомандующего коалиции МНС в войне в Персидском заливе Нормана Шварцкопфа являлся генерал-майор Гас Пагонис, невысокого роста энергичный американский грек. Фактически он был первым американцем, прибывшим в Саудовскую Аравию через несколько часов после того, как было принято решение направить туда войска. Не получив комнаты в гостинице, Пагонис спал две ночи на заднем сиденье взятого в аренду Шевроле недалеко от порта Даммам. За весь период этой войны он получил единственное повышение до генерал-лейтенанта.
Пагонис доказал, что, когда дело касается опыта в области логистики и общего руководства в управлении очень сложными проектами и организационными процессами, несколько человек обладают более высокой квалификацией, нежели отставной трёхзвёздный генерал сухопутных войск США.

## После ухода в отставку
Отслужив 29 лет в сухопутных войсках США, Пагонис вышел в отставку в звании генерал-лейтенанта.
Был одной из ключевых фигур в успешном развитии компании «Sears». Занимая должность исполнительного вице-президента по логистике «Sears Logistics Group», Пагонис отвечал за связи с поставщиками, дистрибуцию, транспортировку, доставку товаров на дом, работу аутлетов, международную логистику и объединение в одно целое информационных систем для их консолидации. Благодаря внедрению логистики в мир бизнеса Пагонису удалось сделать эту компанию (которая всего несколько лет назад отвергалась как нечто устаревшее) чемпионом в мире розничной торговли. Как он сам говорит: «Секрет логистики — никогда не терять из виду того, кто является клиентом».
После ухода из «Sears» занимал должность председателя совета директоров/директора компании «RailAmerica, Inc.».
В 2002 году был назначен министром обороны США Дональдом Рамсфелдом на должность председателя только что основанного при министерстве обороны комитета по оборонным заказам (англ. Defense Business Board).
Был вице-председателем компании «GENCO ATC» и экспертом в «CombineNet, Inc.».
Является автором книги «Двигая горы» (англ. Moving Mountains: Lessons in Leadership and Logistics from the Gulf War), опубликованной издательством Гарвардской школы бизнеса.